# Cycas diannanensis
Cycas diannanensis — вид голонасінних рослин класу саговникоподібні (Cycadopsida).
Етимологія: від муніципалітету Diannan в окрузі Gejiu, провінції Юньнань.

## Опис
Стовбури деревовиді або безстеблеві, 3 м заввишки, 25–35 см діаметром у вузькому місці; 12–50 листків у кроні. Листки яскраво-зелені або темно-зелені, дуже блискучі, довжиною 140–330 см. Пилкові шишки вузькояйцевиді, жовті, 50–65 см, 9–13 см діаметром. Мегаспорофіли 16–24 см завдовжки, сіро-повстяні. Насіння яйцеподібне, 28–40 мм завдовжки, 20–32 мм завширшки; саркотеста жовта, не вкрита нальотом, товщиною 3–4 мм.

## Поширення, екологія
Країни поширення: Китай (Юньнань). Записаний від 600 до 1800 м над рівнем моря. Цей вид росте по цілому ряду субстратів від вапняку до сланцю, як правило, на крутих схилах високо на гребенях. Оригінальною рослинністю були закриті вічнозелені ліси в хмарній зоні, але сьогодні вони найчастіше серйозно деградували в пасовища або низькорослу вторинну рослинність.

## Загрози та охорона
Цей вид помірно рясний на значній території в центральній і східній провінції Юньнань, але багато популяцій тепер вичерпані.